# Harold Bradley (Schauspieler)
Harold Willard Bradley (* 13. Oktober 1929 in Chicago, Illinois; † 13. April 2021) war ein US-amerikanischer Footballspieler, später bekannt als Schauspieler, Künstler und Musiker. Er war Mitglied der Footballmannschaft an der Iowa State University und spielte vier Seasons in der National Football League (NFL). Bradley stellte verschiedene Rollen in mehr als 25 italienischen Filmen dar und eröffnete ein Kunst- und Musikstudio in Rom. 

## Leben
Bradley schloss sein Hochschulstudium der Schönen Künste erfolgreich ab und spielte – wie bereits früher sein Vater – Football, von 1954 bis 1956 drei Spielzeiten für die Cleveland Browns sowie 1958 für die Philadelphia Eagles. Im Januar 1959 ging er nach Italien, um an der Ausländeruniversität Perugia Kunst zu studieren; er kannte das Land von seinem Aufenthalt in seiner Militärzeit her. Geld verdiente er als Folksänger in den Bars der Stadt.
1960 debütierte er als Schauspieler und spielte bis 1967 zahlreiche Rollen, in denen der große, massige Bradley eindrückliche Nebenrollen – aufgrund seiner schwarzen Hautfarbe meist als Sklave, Freund des Helden oder Bediensteter – in Abenteuerfilmen spielte.
1968 kehrte er nach Illinois zurück, wo er die nächsten neunzehn Jahre als Kurator des „Illinois Arts Council“ wirkte; daneben lehrte er und arbeitete für das Fernsehen bei verschiedenen Formaten. 1987 zog er erneut nach Rom, wo er nun als Sänger von Jona's Blues Band etwa 120 Konzerte im Jahr spielte. Anschließend gründete er einige Spiritual-Gesangsgruppen und trat wieder gelegentlich in Filmen auf.

## Filmografie (Auswahl)
- 1960: La tragica notte di Assisi
- 1962: Die gewaltigen Sieben (Maciste il gladiatore più forte del mondo)
- 1962: Sklaven der Semiramis (Io, Semiramide)
- 1963: Die Sklavinnen von Damaskus (L'eroe di Babilonia)
- 1963: Der Stärkste unter der Sonne (Maciste l'eroe più grande del mondo)
- 1964: Die Vernichtung des Dschingis Khan (Maciste nell'inferno di Gengis Khan)
- 1965: Onkel Toms Hütte
- 1967: Sein Wechselgeld ist Blei (I gironi della violenza)
- 2002: Gangs of New York (Gangs of New York)
- 2011: Habemus papam